# Catephia personata
Catephia personata är en fjärilsart som beskrevs av Walker 1865. Catephia personata ingår i släktet Catephia och familjen nattflyn. Inga underarter finns listade i Catalogue of Life.